# Vuelta a España 1969
La Vuelta a España 1969, ventiquattresima edizione della corsa, si svolse in diciotto tappe  -prima, quattordicesima e ultima suddivise in due semitappe- dal 23 aprile all'11 maggio 1969, con un  percorso capace di favorire piuttosto cronomen che scalatori di 2921,4 km. La fortuna arrise al 'regolarista' francese Roger Pingeon, che completò il percorso in 73h18'45", che precedé lo spagnolo Luis Ocaña -vincitore di tre delle quattro tappe a cronometro in programma- e l'olandese Marinus Wagtmans. L'italiano Luigi Sgarbozza, in futuro simpatico e competente commentatore RAI dei grandi Giri, vestì per tre giorni di séguito la maglia 'amarillo' di capoclassifica.

## Tappe
| Tappa  | Data      | Percorso                                  | km     | Vincitore di tappa          | Leader cl. generale |
| ------ | --------- | ----------------------------------------- | ------ | --------------------------- | ------------------- |
| 1ª-1ª  | 23 aprile | Badajoz > Badajoz (cron. individuale)     | 6,5    | Luis Ocaña                  | Luis Ocaña          |
| 1ª-2ª  | 24 aprile | Badajoz > Badajoz                         | 246    | Michael Wright              | Michael Wright      |
| 2ª     | 25 aprile | Badajoz > Cáceres                         | 135    | Felice Salina               | Michael Wright      |
| 3ª     | 26 aprile | Cáceres > Talavera de la Reina            | 190    | Luigi Sgarbozza             | Luigi Sgarbozza     |
| 4ª     | 27 aprile | Talavera de la Reina > Madrid             | 124    | Domingo Perurena            | Luigi Sgarbozza     |
| 5ª     | 28 aprile | Madrid > Alcázar de San Juan              | 162    | Raymond Steegmans           | Luigi Sgarbozza     |
| 6ª     | 29 aprile | Alcázar de San Juan > Almansa             | 231    | Edward Sels                 | Raymond Steegmans   |
| 7ª     | 30 aprile | Almansa > Nules                           | 233    | Ramón Sáez                  | Raymond Steegmans   |
| 8ª     | 1º maggio | Nules > Benicasim                         | 199    | Ramón Sáez                  | Raymond Steegmans   |
| 9ª     | 2 maggio  | Benicasim > Reus                          | 169    | José Manuel López Rodríguez | Ramón Sáez          |
| 10ª    | 3 maggio  | Reus > Barcellona                         | 146    | Manuel Martín Piñera        | Ramón Sáez          |
| 11ª    | 4 maggio  | Barcellona > Sant Feliu de Guíxols        | 118    | Nemesio Jiménez             | Ramón Sáez          |
| 12ª    | 5 maggio  | Sant Feliu de Guíxols > Moià              | 151    | Roger Pingeon               | Roger Pingeon       |
| 13ª    | 6 maggio  | Moià > Barbastro                          | 229    | Michael Wright              | Roger Pingeon       |
| 14ª-1ª | 7 maggio  | Barbastro > Saragozza                     | 125    | Raymond Steegmans           | Roger Pingeon       |
| 14ª-2ª | 7 maggio  | Saragozza > Saragozza (cron. individuale) | 4      | Roger Pingeon               | Roger Pingeon       |
| 15ª    | 8 maggio  | Saragozza > Pamplona                      | 176    | Mariano Díaz                | Roger Pingeon       |
| 16ª    | 9 maggio  | Irun > San Sebastián (cron. individuale)  | 25     | Luis Ocaña                  | Roger Pingeon       |
| 17ª    | 10 maggio | San Sebastián > Vitoria                   | 129    | Gregorio San Miguel         | Roger Pingeon       |
| 18ª-1ª | 11 maggio | Vitoria > Laudio                          | 76     | Ercole Gualazzini           | Roger Pingeon       |
| 18ª-2ª | 11 maggio | Laudio > Bilbao (cron. individuale)       | 29     | Luis Ocaña                  | Roger Pingeon       |
| Totale | Totale    | Totale                                    | 2921,4 |                             |                     |

## Classifiche finali

### Classifica generale
| Pos. | Corridore           | Squadra    | Tempo     |
| ---- | ------------------- | ---------- | --------- |
| 1    | Roger Pingeon       | Peugeot    | 73h18'45" |
| 2    | Luis Ocaña          | Fagor      | a 1'54"   |
| 3    | Marinus Wagtmans    | Willem     | a 5'10"   |
| 4    | José Manuel Lasa    | Pepsi Cola | a 5'10"   |
| 5    | Michael Wright      | Bic        | a 5'27"   |
| 6    | Rolf Wolfshohl      | Bic        | a 6'11"   |
| 7    | Gilbert Bellone     | Bic        | a 6'47"   |
| 8    | Gregorio San Miguel | KAS-Kaskol | a 7'05"   |
| 9    | Carlos Echeverría   | KAS-Kaskol | a 7'35"   |
| 10   | Eusebio Vélez       | Fagor      | a 7'51"   |

### Classifica a punti
| Pos. | Corridore         | Squadra    | Punti |
| ---- | ----------------- | ---------- | ----- |
| 1    | Raymond Steegmans | Goldor     | 188   |
| 2    | Michael Wright    | Bic        | 171   |
| 3    | Ramón Sáez        | Pepsi Cola | 118   |

### Classifica scalatori
| Pos. | Corridore       | Squadra         | Punti |
| ---- | --------------- | --------------- | ----- |
| 1    | Luis Ocaña      | Fagor           | 30    |
| 2    | Roger Pingeon   | Peugeot         | 30    |
| 3    | Gilbert Bellone | Bic             | 16    |
| 4    | Richard Bukaki  | Accosta Central | 14    |
| 5    | Eusebio Velez   | Fagor           | 10    |